# ロバート・ダウニー・ジュニア
ロバート・ジョン・ダウニー・ジュニア（Robert John Downey Jr., 1965年4月4日 - ）は、アメリカ合衆国の俳優、プロデューサー。2013年度の「最も価値ある映画スター」ランキングで1位でV2を達成、「The King（帝王）」と称えられた。

## 来歴

### 生い立ち
ニューヨーク州ニューヨーク出身。父親はアイルランド及びユダヤ系の映画監督ロバート・ダウニー・シニア、母親はドイツ及びスコットランド系の女優エルシー・フォード。5歳から父親の作品に子役として出演。10歳の時に、移住していたイングランドでクラシック・バレエを習う。その後グリニッジ・ヴィレッジに移り住むが両親が離婚。13歳で父親とカリフォルニアに移住した。幼少時に好きだった俳優はピーター・オトゥールであった。

### キャリア
5歳の時に、父親ダウニー・シニア監督の『Pound』（1970年）で子役として映画初出演。同監督作品に子役として数本出演した後、17歳でサンタモニカ高校を中退し俳優の道へ進む。『ベイビー・イッツ・ユー』（1983年）で本格的に映画デビュー。1985〜1986年には『サタデー・ナイト・ライブ』出演。初主演映画となった『ピックアップ・アーティスト』（1987年）、ドラッグ中毒の若者役を演じた『レス・ザン・ゼロ』（1987年）などで注目を集め、ブラット・パックの一員として取り上げられるようになる。
1992年公開の『チャーリー』で喜劇王チャーリー・チャップリンを演じ、英国アカデミー賞 主演男優賞を受賞。またアカデミー主演男優賞の候補となった。2000年にテレビシリーズ『アリー my Love』（第4シーズン）でゴールデングローブ賞助演男優賞（ミニシリーズ/テレビ映画部門）を受賞。2009年公開の『シャーロック・ホームズ』のシャーロック・ホームズ役で、ゴールデングローブ賞 主演男優賞（ミュージカル・コメディ部門）を受賞。
2010年6月に、配偶者のスーザン・ダウニーと独立プロダクション「チーム・ダウニー」を設立。チーム最初の制作作品となった2014年の『ジャッジ 裁かれる判事』以降も、自身がプロデュースを手掛ける予定のプロジェクトが複数進行中である。また、監督デビューも視野に入れている模様。俳優としてのキャリアも絶好調で、2015年にはハリウッドで最も高額なギャラを獲得する俳優となった。
幼少時に独習したというピアノの腕前や歌唱力（弾き語り）もあり、作詞作曲も自らこなす。シンガーソングライターとしては、2004年にスタジオアルバム『ザ・フューチャリスト』を発表（収録されている一曲が映画『キスキス,バンバン』のエンドクレジットに採用されている。）。音楽面で影響を受けたとしてスティーリー・ダン、ハリー・ニルソン、U2、ザ・ポリスなどの名を挙げている。

### 薬物問題

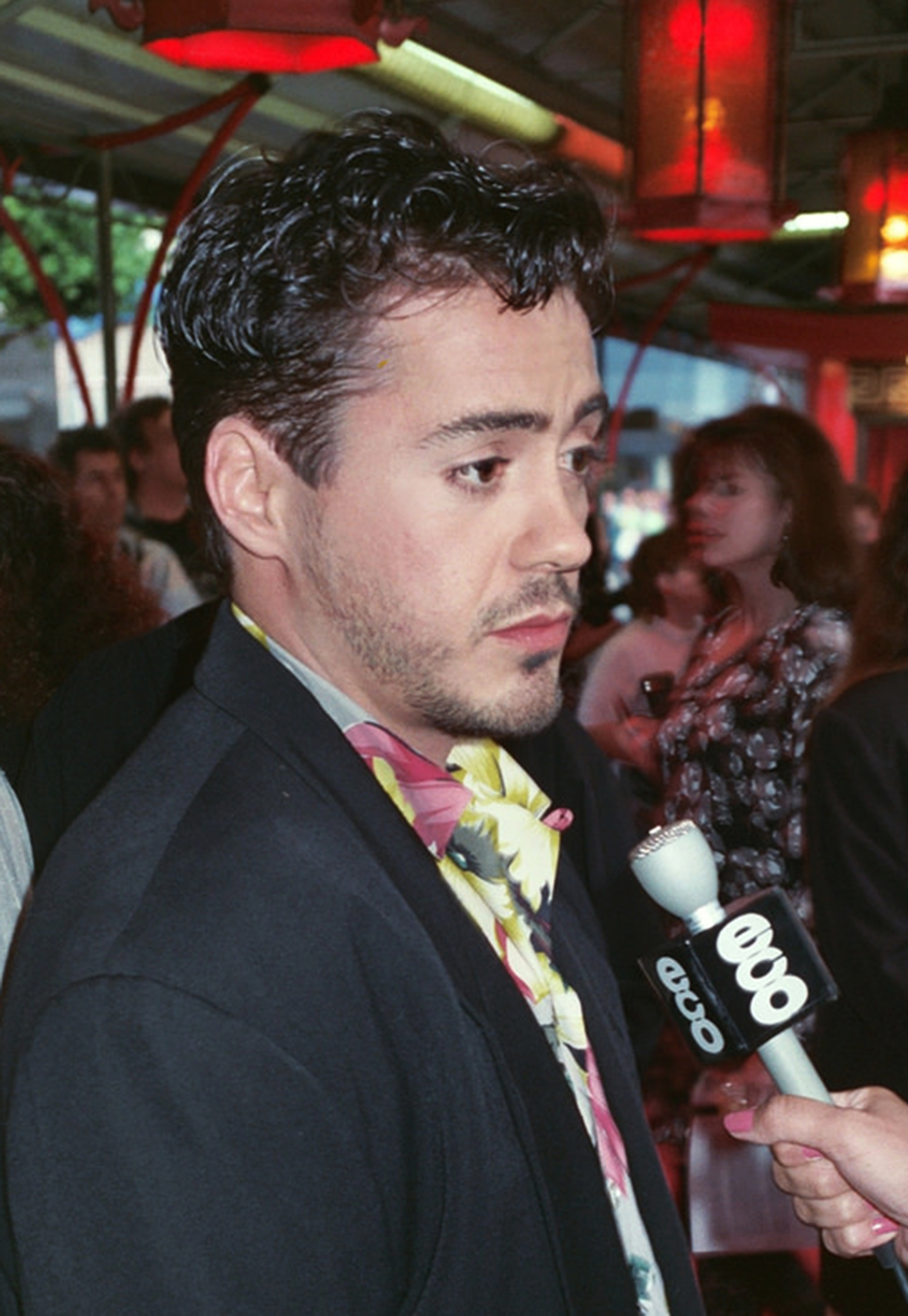
1990年『エア★アメリカ』のプレミアにて

父親に与えられたマリファナを8歳当時で既に常用していたなど、子供の頃からドラッグの問題を抱えていた。薬物問題で6回逮捕されており、拘置所から撮影所に通ったなどの逸話を持つ。1996年4月に麻薬不法所持により初めて逮捕され、1999年8月からカリフォルニア州立刑務所へ1年間入所する。裁判の際に、薬物に耽溺する自身の感覚を「口の中に入れた散弾銃の引き金に指をかけ、ガンメタルの味を楽しんでいるよう」だと表現した。
仮出所後にゲスト出演した『アリー my Love』第4シーズン（2000年 - 2001年）のラリー役では、ゴールデングローブ賞を受賞、またエミー賞にノミネートされるなど高い評価を得たものの、番組全米放送中の2001年4月にコカイン所持で再逮捕された。この件により3年間の保護観察処分となる。同時に1年間のリハビリ施設収容を命じられ、番組を途中降板した。再逮捕のニュースに、アリー役のキャリスタ・フロックハートはショックを受け倒れたという。なおダウニー本人は後年、『アリー my Love』出演当時の自分は最低な状況にあったと述懐し、賞賛は過大評価であるとしている。1996年から2001年にかけ薬物依存の克服に苦しんだが、2002年にクリーンと認められ保護観察処分を終えた。それでも完全に薬物を断つことはできずにいたが、2003年に「きっぱりと止める時がきた」と直感。所持していた麻薬を全て海に投げ捨て、それ以後ドラッグには手を出していないとのことである。同年、旧友メル・ギブソンの助力を得てスクリーンに復帰する。

### 復帰全復活へ

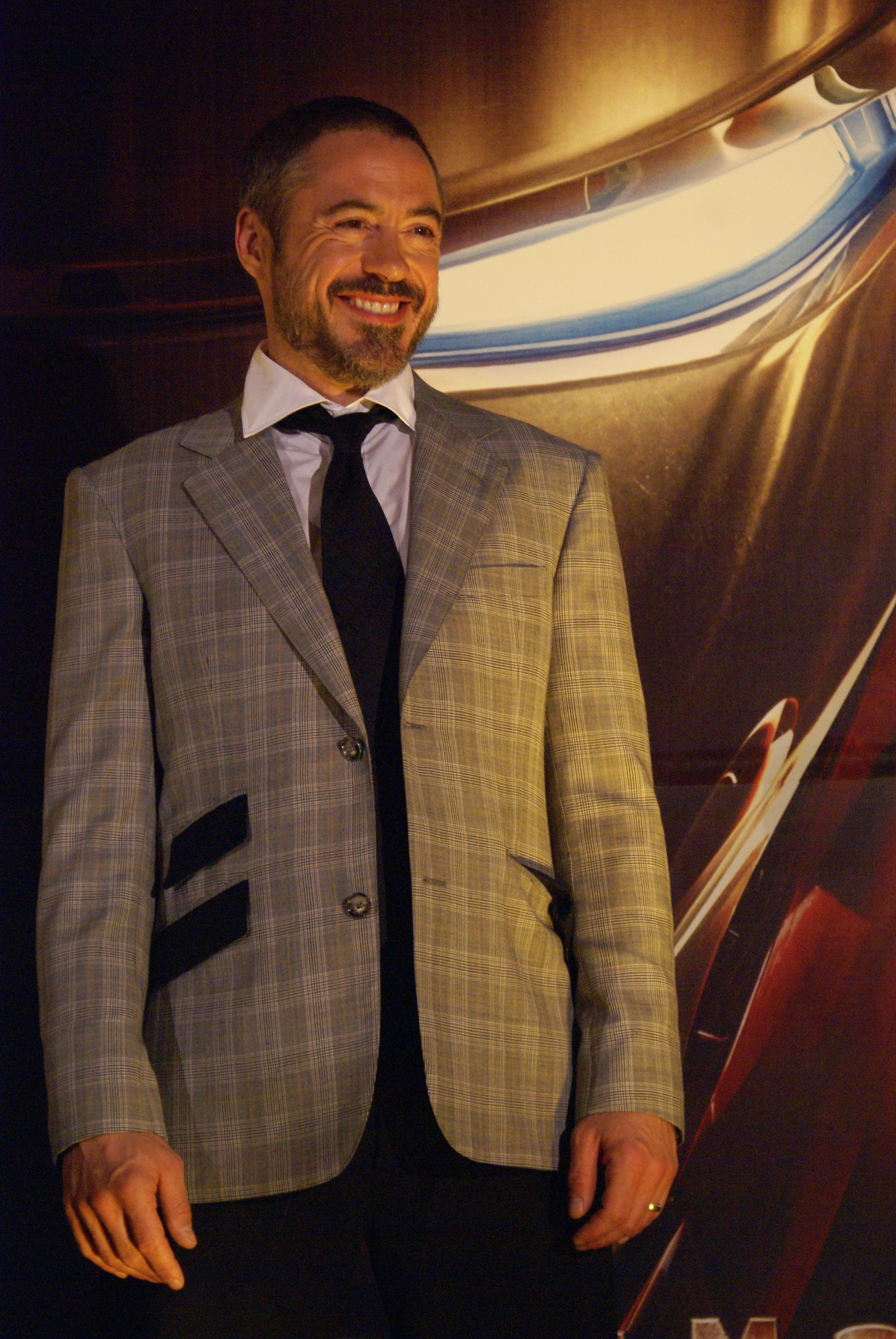
2008年『アイアンマン』のプロモーションにて

デビュー当時から、メソッド演技法を用いて役柄を追求し数多くの作品で演技派俳優としての評価を得たが、極度のストレスから、それまでの演技派俳優から個性派俳優へと路線を転換させる。個性派俳優に転換後は、癖のある助演役でメインストリームに復帰し、個性派の地位を不動のものとする。

2008年公開の『アイアンマン』で、「彼の波瀾万丈のキャリアがキャラクターに深みを与える」として、ジョン・ファヴロー監督から主人公のトニー・スターク役に抜擢される。制作スタジオ側は当初、薬物問題から「どんなことがあっても、彼を雇うことはない」としていたが、オーディションで他の役者たちを圧倒、トニー役を手に入れた。その見事な役作りは、キャスティングに懐疑的だった原作ファンや批評家からも絶賛をもって迎えられることとなる。同作は米興収3億ドルを叩き出す大ヒットとなり、キャリアを代表する当たり役となった。また同年公開の『トロピック・サンダー/史上最低の作戦』では、「役作りのために整形手術で黒人になってしまうオーストラリア人のメソッド俳優」、という複雑な役どころで完璧な黒人訛りを器用に使い分け、芸達者ぶりを改めて印象付けた。本作の演技はアカデミー助演男優賞やゴールデングローブ賞 助演男優賞を始め、各映画賞にノミネートされ高い評価を集める。この2作品のヒットにより完全復活となった。

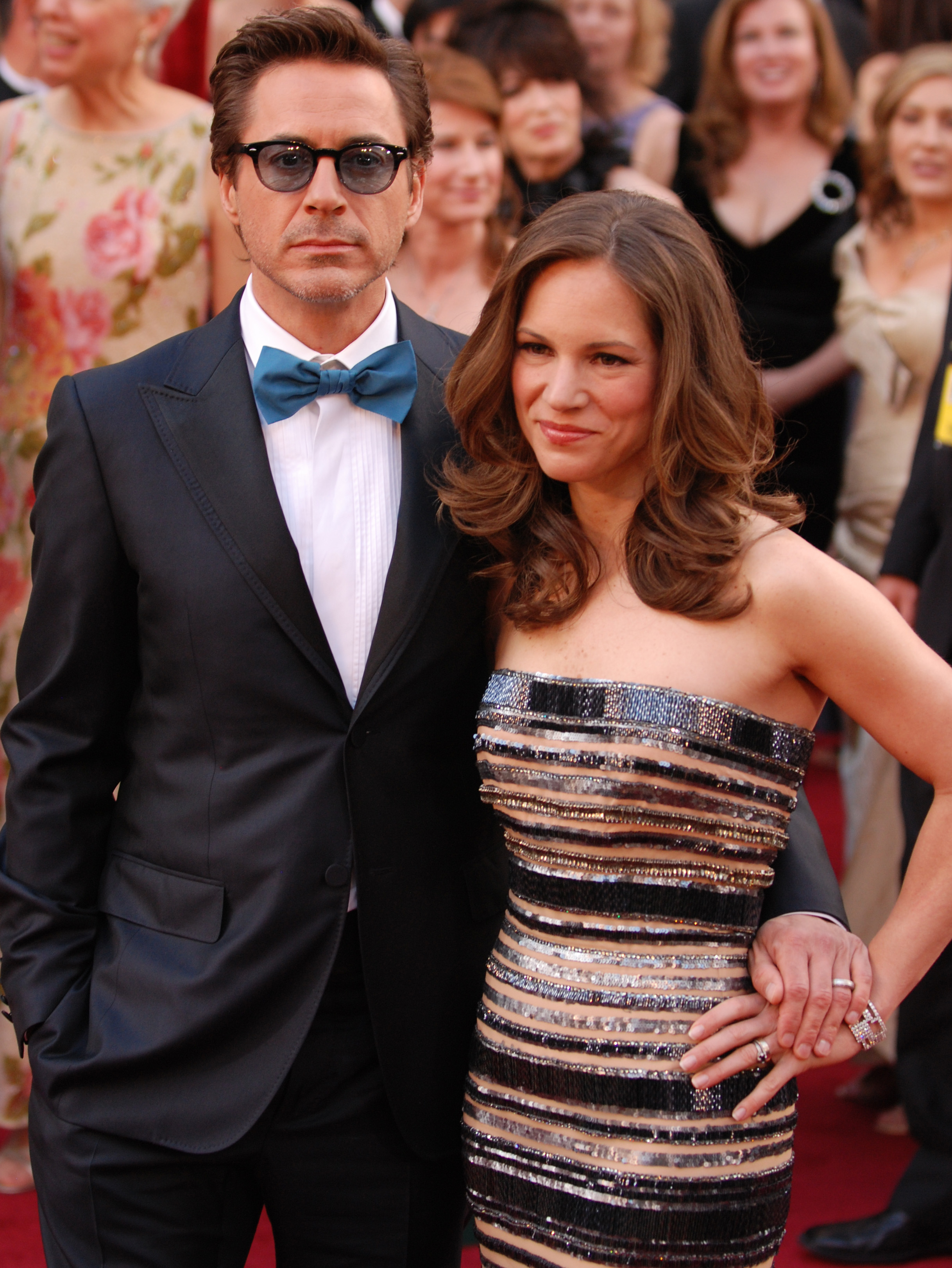
2010年アカデミー賞授賞式にて妻スーザンと

2008年に米『タイム』誌の「世界で最も影響力のある100人」に、『エンターテイメント・ウィークリー』誌のエンターテイナー・オブ・ザ・イヤーに選出される。
2009年12月にグローマンズ・チャイニーズ・シアター前に手形と足形を刻んだ。
2010年より、米プランターズ社のシンボルキャラクターであるミスター・ピーナッツの吹き替えを担当。CMでは歌声も披露している。
2012年に『フォーブス』誌が発表した「主演作興行成績による俳優ランキング」において第1位に輝いた。フォーブスは世界興行収入15億ドル（約1265億円）を記録した『アベンジャーズ』を、「ロバートの魅力とユーモアが映画を成功へと導いた」と評している。なお『アベンジャーズ』のギャラは5000万ドル（約50億円）である。
2013年に『Vulture』誌が発表した「最も価値ある映画スター」ランキングで第1位に選出され、V2を達成した。同誌はダウニーを「The King（帝王）」と称えている。
2015年には、『フォーブス』誌が発表した前述のランキングにおいてまたも第1位に輝き、2013年度版から3年連続で首位を獲得。ちなみに2014年の推定収入は7500万ドル（約76億円）、 2015年は8000万ドル（約99億円）とのことである。
2015年の「MTVムービー・アワード」でジェネレーション賞（映画シーンにおける長年の功績を称える特別賞）を受賞。『アベンジャーズ』の共演者たちからトロフィーを授与された。
また『フォーブス』誌発表の2015年度版「世界で最も稼いだセレブ」で第8位となり、俳優として唯一のトップテン入りを果たしている。
2015年12月24日、カリフォルニア州のジェリー・ブラウン知事により「すでに社会的制裁を受け、社会の一員として善行を積んでいる」として、20年前の薬物問題に対する恩赦を与えられた。これにより選挙権の復活が認められることとなった。

## 私生活
1980年代にサラ・ジェシカ・パーカーとニューヨークで7年間同棲していたが、1991年に破局。原因はダウニーの薬物依存にあり、当時のことを「サラに別れを告げられて辛かった」と述懐している。その後は24年にわたり絶縁状態にあったが、2014年にサラの自宅で再会を果たし「言いたいことを全て言えた」と和解に至ったことを公表した。
1980年代後期にはマリサ・トメイと付き合っていた時期がある。マリサとは後に『シビル・ウォー/キャプテン・アメリカ』で共演を果たした。
『1969』（1988年）で共演したキーファー・サザーランドとはルームメイトだった。近年サザーランドが『ジミー・キンメル・ライブ!』において、「1980年代にロサンゼルスで3年間同居していた」と明かしている。
1992年5月にモデルのデボラ・ファルコナーと結婚、1993年9月に長男インディオ・ファルコナーが誕生する。しかし1996年に別居を始め、2004年4月26日に正式に離婚した。
2003年に映画プロデューサーのスーザン・レヴィンと婚約、2005年8月27日に結婚。
2012年2月7日に、スーザンとの第1子となる男児が誕生。エクストン・エリアス・ダウニーと名付けられた。
2014年6月29日に、長男インディオがコカイン所持により逮捕。ダウニーは「残念ながら薬物依存には遺伝的要素があり、息子はそれを受け継いだのだろう。家族みんなで結束し、彼をサポートする覚悟を決めている」と声明を発表した。
2014年9月22日に、母エルシー・フォードが死去。彼女からの1本の電話が、薬物問題から抜け出すきっかけになったことを明かした。自身のFacebookにおいて「母親のいる人は自分の母親が完璧な人でなくても、電話してあげて。そしてそれでも愛していると伝えてほしい。」と記している。
2014年11月4日に、スーザンとの第2子となる女児が誕生。アブリ・ロエル・ダウニーと名付けられた。

## エピソード
- 2008年に『アイアンマン』のプロモーションで15年ぶりに来日しているが、日本が世界でも特に薬物規制に厳しいこともあり、自身の前歴などから入国管理局で6時間もの足止めを受けている。さらに入国後には日本のレストランで牛肉にあたり、食中毒を起こしている。滞在3日間で2キロ以上痩せるなど体調を大幅に崩し、大半の仕事をキャンセルすることとなった。この体験は「よい減量のきっかけになった」と後に語っているものの[40]、禁酒中でありながら鏡開きを強要されたジャパンプレミアにも戸惑ったらしく、この来日には全く好印象を抱けなかったものと思われる。2009年のオスカー候補者座談会で、この来日時のエピソードを披露した際には、「もう日本に来てはいけないのではないかと思った」とジョークにしている[41]。その後『アベンジャーズ』で世界的な知名度を獲得したが、来日は実現していない。
- 『キスキス,バンバン』（2004年）で、長男（インディオ・ファルコナー・ダウニー）が自身の役の少年時代を演じる形でカメオ出演している。
- 自らの逮捕歴や、過去の薬物問題を頻繁にジョークのネタにしており、『シャーロック・ホームズ』のインタビューでは、「7%の溶解液（原作でホームズが常用しているコカイン）は僕に言わせると薄すぎる」と語っている[42]。また次男エクストンの子育てについて「意識が朦朧としながらのおむつ替えは難しいからマリファナはやってない」と語っている[43]。
- 薬物依存のリハビリ・プログラムの一環として始めた詠春拳やヨーガなどのレッスンを、克服した現在も続けている。また『シャーロック・ホームズ』の役作りとしてトレイシー・アンダーソン・メソッドを[44]、『アイアンマン』の役作りとして、グレース・ソマトモーフィック・テクニック（GST）のレッスンをそれぞれ受けている[45]。
- 引き取った2匹の捨て猫を溺愛しており、携帯には愛猫の写真が大量に収められている。2012年5月の『エレンの部屋』(The Ellen DeGeneres Show) 出演時に、写真の一部をお茶の間にも披露した[46]。
- 2014年に始めたTwitterが、史上最速で100万フォロワーを獲得。世界記録保持者としてギネス登録されることになった[47]。また2012年6月から2013年6月の間に7670万ドル（約81億4900万円）を稼いだとして、トム・クルーズと共に「年間で最も稼いだ映画俳優」のギネス世界記録入りを果たした[48]。
- 500ドル（約5万3,500円）より高いものを買うときは、妻の許可が必要らしい。スーザン曰く「中年の危機みたいなバカな買い物をしてもらっちゃ困るから電話して」とのことである[49]。
- どこで撮影を行うことになっても、撮影所付近に借りた部屋に、自身の家具を持ち込み配置する癖がある。これは常に自分の生活空間を「我が家」のような感覚に保つためだそうである[50]。
- 近年主演した大作では『シャーロック・ホームズ』が一番のお気に入りであるとしている。またヒーロー役が続いている現状を「需要がある限りは続けたいが、この状態がいつまでも続くとは思っていない。＜スーパーヒーロー時代＞が過ぎたら、妻と小規模な映画を作っていきたい」と述べている[51]。
- 2018年に『アベンジャーズ』のオリジナルメンバー６人（ロバート・ダウニー・Jr、クリス・エヴァンス、クリス・ヘムズワース、スカーレット・ヨハンソン、ジェレミー・レナー、マーク・ラファロ）のうち５人が、友情の絆の証して全員お揃いのタトゥーを体に刻んでいる。元々はヨハンソンの発案によるもので、アベンジャーズの「A」にちなんだロゴのようなデザインである。ダウニーは右前腕の内側、ヘムズワースは右わき腹、ヨハンソンは右上腕の内側、レナーは首の裏にあり、エヴァンスの部位は不明[52][53]。マーク・ラファロは「針が怖い」という理由で断った[54]。
- 2024年3月10日第96回アカデミー賞でダウニーは助演男優賞を受賞した。しかし彼は前年度受賞者キー・ホイ・クァンに対し差別的な行動をとったとされ、アジア圏のSNSやネットニュースなどで問題となった[55][56][57]。ただし、問題の動画の前後を見ると、登壇時にプレゼンター5人中、共演したことのあるサム・ロックウェルとティム・ロビンスを除く3人への挨拶を後回しにしたものであり、スピーチ後に壇上で改めて全員と挨拶をかわしている事から、それだけで差別と断定することはできない[58]。キー・ホイ・クァンは自身のInstagramにダウニーやプレゼンター達とのセルフィーを掲載している[59]。またベトナム戦争をテーマとするドラマ『The Sympathizer 』では、韓国の監督パク・チャヌクの下、多くのアジア系俳優と共演すると共に自身も製作に関わっている。

## フィルモグラフィ
※役名の太字表記は主演。

### 映画
| 年   | 題名                                                                                         | 役名                                              | 備考 | 吹替                                                                   |
| ---- | -------------------------------------------------------------------------------------------- | ------------------------------------------------- | --- | ---------------------------------------------------------------------- |
| 1970 | Pound                                                                                        | Puppy                                             | ロバート・ダウニー・シニア監督作品 | N/A                                                                    |
| 1983 | ベイビー・イッツ・ユー Baby Its You                                                          | スチュワート                                      | |                                                                        |
| 1984 | 家族の絆 Firstborn                                                                           | リー                                              | |                                                                        |
| 1985 | ときめきサイエンス Weird Science                                                             | イアン                                            | 「ロバート・ダウニー」名義 | 桜塚やっくん                                                           |
| 1985 | ハイスクール・ファイター Tuff Turf                                                           | ジミー・パーカー                                  | |                                                                        |
| 1986 | バック・トゥ・スクール Back to School                                                        | デレク                                            | 塩沢兼人（テレビ朝日版） |                                                                        |
| 1987 | ピックアップ・アーチスト The Pick-up Artist                                                  | ジャック                                          | 初主演作 |                                                                        |
| 1987 | レス・ザン・ゼロ Less Than Zero                                                              | ジュリアン・ウェルズ                              | | 小野健一（テレビ東京版）                                               |
| 1988 | 1969                                                                                         | ラルフ                                            | 相沢正輝 |                                                                        |
| 1988 | ハリウッド行進曲/私をスタジオに連れてって Rented Lips                                        | Wolf Dangler                                      | ロバート・ダウニー・シニア監督作品 |                                                                        |
| 1988 | ジョニー・ビー・グッド Johnny Be Good                                                        | レオ                                              | | 藤原啓治（テレビ東京版）                                               |
| 1989 | ワン・モア・タイム Chances Are                                                               | アレックス・フィンチ                              | 島田敏（ソフト版） 鈴置洋孝（JAL機内上映版） |                                                                        |
| 1989 | That's Adequate                                                                              | Albert Einstein                                   | N/A |                                                                        |
| 1989 | トゥルー・ビリーヴァー/はぐれ弁護士の執念 True Believer                                      | ロジャー・バロン                                  | |                                                                        |
| 1990 | エア★アメリカ Air America                                                                    | ビリー・コヴィントン                              | 千葉繁（ソフト版） 山寺宏一（日本テレビ版） |                                                                        |
| 1991 | ストレンジ・ピープル Too Much Sun                                                            | リード・リッチモンド                              | ロバート・ダウニー・シニア監督作品 |                                                                        |
| 1991 | ソープディッシュ Soapdish                                                                    | デビッド・シートン・バーンズ                      | | 牛山茂                                                                 |
| 1992 | チャーリー Chaplin                                                                           | チャーリー・チャップリン                          | 英国アカデミー賞 主演男優賞 受賞 ロンドン映画批評家協会賞 男優賞受賞 アカデミー主演男優賞 ノミネート ゴールデングローブ賞 主演男優賞（ドラマ部門）ノミネート | 山寺宏一                                                               |
| 1993 | 愛が微笑む時 Heart and Souls                                                                 | トーマス・ライリー                                | サターン主演男優賞 受賞 | 牛山茂                                                                 |
| 1993 | ショート・カッツ Short Cuts                                                                  | ビル・ブッシュ                                    | |                                                                        |
| 1994 | ワイルドボーイズ Hail Caesar                                                                 | ジェリー                                          | |                                                                        |
| 1994 | ナチュラル・ボーン・キラーズ Natural Born Killers                                            | ウェイン・ゲール                                  | 大塚芳忠 |                                                                        |
| 1994 | オンリー・ユー Only You                                                                      | ピーター（デイモン）                              | 堀内賢雄 |                                                                        |
| 1995 | リチャード三世 Richard III                                                                   | リヴァース伯                                      | 中田和宏 |                                                                        |
| 1995 | ホーム・フォー・ザ・ホリデイ Home for the holidays                                           | トミー                                            | 別題『ホーム・フォー・ザ・ホリデイ〜家に帰ろう〜』 | 井上倫宏                                                               |
| 1995 | 恋の闇 愛の光 Restoration                                                                    | ロバート・メリヴェル                              | | 平田広明                                                               |
| 1996 | バックラッシュ Danger Zone                                                                   | ジム・スコット                                    | | 平田広明                                                               |
| 1997 | ワン・ナイト・スタンド One Night Stand                                                       | チャーリー                                        | ボストン映画批評家協会賞 助演男優賞第3位 | 井上倫宏                                                               |
| 1997 | マンハッタン恋愛事情 Two Girls and a Guy                                                     | ブレイク                                          | | 宮本充                                                                 |
| 1997 | ヒューゴ・プール Hugo Pool                                                                   | フランツ                                          | ロバート・ダウニー・シニア監督作品 | 不明                                                                   |
| 1998 | 相続人 The Gingerbread Man                                                                   | クライド・ペル                                    | | 入江崇史（ソフト版） 内田直哉（フジテレビ版）                          |
| 1998 | 追跡者 U.S. Marshals                                                                         | ジョン・ロイス外交保安局捜査官                    | 堀内賢雄（ソフト版） 森川智之（テレビ朝日版） 宮本充（テレビ東京版） |                                                                        |
| 1999 | IN DREAMS/殺意の森 In Dreams                                                                 | ヴィヴィアン・トンプソン                          | 岩崎ひろし（VHS版） 檀臣幸（DVD版） |                                                                        |
| 1999 | Friends & Lovers                                                                             | Hans                                              | N/A |                                                                        |
| 1999 | ビッグムービー Bowfinger                                                                     | ジェリー・レンフロ                                | 仲野裕 |                                                                        |
| 1999 | ブラック AND ホワイト Black and White                                                        | テリー                                            | |                                                                        |
| 2000 | ワンダー・ボーイズ Wonder Boys                                                               | テリー・クラブツリー                              | 野島昭生 |                                                                        |
| 2003 | 歌う大捜査線 The Singing Detective                                                           | ダン・ダーク                                      | サテライト賞 主演男優賞（ミュージカル・コメディ部門）ノミネート | （吹き替え版なし）                                                     |
| 2003 | ゴシカ Gothika                                                                               | ピート・グレアム                                  | スーザン・ダウニー（当時はレヴィン名義）プロデュース作品 | 横島亘                                                                 |
| 2004 | 愛の神、エロス Eros                                                                          | ニック・ペンローズ                                | 「エロスの悪戯〜ペンローズの悩み」 | 平田広明                                                               |
| 2005 | ライフ・イズ・ベースボール Game 6                                                            | スティーブン・シュウィマー                        | | （吹き替え版なし）                                                     |
| 2005 | キスキス,バンバン Kiss Kiss, Bang Bang                                                       | ハリー・ロックハート                              | 別題『キスキス,バンバン -L.A.的殺人事件』 スーザン・ダウニープロデュース作品 サテライト賞 主演男優賞（ミュージカル・コメディ部門）ノミネート サターン主演男優賞 ノミネート | 郷田ほづみ                                                             |
| 2005 | グッドナイト&グッドラック Good Night, and Good Luck.                                         | ジョー・ワーシュバ                                | | 宮内敦士                                                               |
| 2006 | シャギー・ドッグ The Shaggy Dog                                                              | マーカス・コザック                                | 畠中洋 |                                                                        |
| 2006 | シティ・オブ・ドッグス A Guide to Recognizing Your Saints                                    | ディート・モンティエル                            | 共同プロデュース作品 | （吹き替え版なし）                                                     |
| 2006 | スキャナー・ダークリー Scanner Darkly                                                        | ジム・バリス                                      | | 高木渉                                                                 |
| 2006 | 毛皮のエロス/ダイアン・アーバス 幻想のポートレイト Fur: An Imaginary Portrait of Diane Arbus | ライオネル                                        | 山賀教弘 |                                                                        |
| 2007 | ゾディアック Zodiac                                                                          | ポール・エイヴリー                                | 郷田ほづみ |                                                                        |
| 2007 | ラッキー・ユー Lucky You                                                                     | テレフォン・ジャック                              | カメオ出演 | 古澤徹                                                                 |
| 2007 | チャーリー・バートレットの男子トイレ相談室 Charlie Bartlett                                  | ネイサン・ガードナー校長                          | | 桐本琢也                                                               |
| 2008 | アイアンマン Iron Man                                                                        | トニー・スターク / アイアンマン                   | サターン主演男優賞 受賞 | 藤原啓治（劇場公開版） 池田秀一（テレビ朝日版） 桐本琢也（機内上映版） |
| 2008 | インクレディブル・ハルク The Incredible Hulk                                                 | トニー・スターク                                  | | 藤原啓治                                                               |
| 2008 | トロピック・サンダー/史上最低の作戦 Tropic Thunder                                           | カーク・ラザラス                                  | アカデミー賞 助演男優賞 ノミネート ゴールデングローブ賞 助演男優賞 ノミネート 英国アカデミー賞 助演男優賞 ノミネート 放送映画批評家協会賞 助演男優賞ノミネート シカゴ映画批評家協会賞 助演男優賞ノミネート 全米映画俳優組合賞 助演男優賞（映画部門）ノミネート サテライト賞 助演男優賞（映画部門）ノミネート | 桐本琢也                                                               |
| 2009 | 路上のソリスト The Soloist                                                                   | スティーヴ・ロペス                                | | 藤原啓治                                                               |
| 2009 | シャーロック・ホームズ Sherlock Holmes                                                       | シャーロック・ホームズ                            | スーザン・ダウニープロデュース作品 ゴールデングローブ賞 主演男優賞（ミュージカル・コメディ部門） 受賞 サターン主演男優賞 ノミネート | 藤原啓治（劇場公開版） 大塚芳忠（テレビ朝日版）                        |
| 2010 | アイアンマン2 Iron Man 2                                                                     | トニー・スターク / アイアンマン                   | スーザン・ダウニープロデュース作品 | 藤原啓治（劇場公開版） 池田秀一（テレビ朝日版）                        |
| 2010 | デュー・デート 〜出産まであと5日!史上最悪のアメリカ横断〜 Due Date                           | ピーター・ハイマン                                | スーザン・ダウニープロデュース作品 | 藤原啓治                                                               |
| 2011 | シャーロック・ホームズ シャドウ ゲーム Sherlock Holmes: A Game of Shadows                    | シャーロック・ホームズ                            | スーザン・ダウニープロデュース作品 | 藤原啓治                                                               |
| 2011 | マーベル・ワンショット:相談役 One-Shot: The Consultant                                       | トニー・スターク                                  | 短編映画 | 森川智之                                                               |
| 2012 | アベンジャーズ The Avengers                                                                  | トニー・スターク / アイアンマン                   | ピープルズ・チョイス・アワード 映画男優賞 受賞 ピープルズ・チョイス・アワード 映画スーパーヒーロー賞 受賞 | 藤原啓治                                                               |
| 2013 | アイアンマン3 Iron Man 3                                                                     | トニー・スターク / アイアンマン                   | サターン主演男優賞 受賞 ピープルズ・チョイス・アワード 映画アクションスター賞 受賞 | 藤原啓治                                                               |
| 2014 | シェフ 三ツ星フードトラック始めました Chef                                                   | マーヴィン                                        | | 藤原啓治                                                               |
| 2014 | ジャッジ 裁かれる判事 The Judge                                                              | ハンク・パーマー                                  | 兼プロデュース作品 ピープルズ・チョイス・アワード 映画男優賞 受賞 ピープルズ・チョイス・アワード ドラマ映画男優賞 受賞 | 藤原啓治                                                               |
| 2015 | アベンジャーズ/エイジ・オブ・ウルトロン Avengers: Age of Ultron                              | トニー・スターク / アイアンマン                   | | 藤原啓治                                                               |
| 2016 | シビル・ウォー/キャプテン・アメリカ Captain America: Civil War                               | トニー・スターク / アイアンマン                   | | 藤原啓治                                                               |
| 2016 | ナイスガイズ! The Nice Guys                                                                  | シド・シャタック                                  | クレジットなし | （台詞なし）                                                           |
| 2017 | スパイダーマン:ホームカミング Spider-Man: Homecoming                                         | トニー・スターク / アイアンマン                   | | 藤原啓治                                                               |
| 2018 | アベンジャーズ/インフィニティ・ウォー Avengers: Infinity War                                 | トニー・スターク / アイアンマン                   | | 藤原啓治                                                               |
| 2019 | アベンジャーズ/エンドゲーム Avengers: Endgame                                                | トニー・スターク / アイアンマン                   | | 藤原啓治                                                               |
| 2019 | スパイダーマン:ファー・フロム・ホーム Spider-Man: Far From Home                              | トニー・スターク / アイアンマン                   | | 藤原啓治                                                               |
| 2020 | ドクター・ドリトル Dolittle                                                                  | ジョン・ドリトル先生                              | 兼エグゼクティブ・プロデュース作品 ゴールデンラズベリー賞 最低主演男優賞 ノミネート ゴールデンラズベリー賞 最低スクリーンコンボ賞 ノミネート | 藤原啓治                                                               |
| 2022 | "Sr.": ロバート・ダウニー・シニアの生涯 "Sr."                                                | 本人                                              | 兼エグゼクティブ・プロデュース作品 ドキュメンタリー作品 | （吹き替え版なし）                                                     |
| 2023 | オッペンハイマー Oppenheimer                                                                 | ルイス・ストローズ                                | アカデミー賞 助演男優賞 受賞 ゴールデングローブ賞 助演男優賞 受賞 英国アカデミー賞 助演男優賞 受賞 クリティクス・チョイス・アワード 助演男優賞 受賞 クリティクス・チョイス・アワード アンサンブル演技賞 受賞 全米映画俳優組合賞 助演男優賞 受賞 全米映画俳優組合賞 キャスト賞 受賞                           | 山路和弘                                                               |
| 2025 | ファンタスティック4:ファースト・ステップ The Fantastic Four: First Steps                     | ヴィクター・フォン・ドゥーム / ドクター・ドゥーム | カメオ出演 | （台詞なし）                                                           |
| 2026 | アベンジャーズ/ドゥームズデイ Avengers: Doomsday                                             | ヴィクター・フォン・ドゥーム / ドクター・ドゥーム | |                                                                        |
| 2027 | Avengers: Secret Wars                                                                        | ヴィクター・フォン・ドゥーム / ドクター・ドゥーム | |                                                                        |
| TBA  | Play Dirty                                                                                   | N/A                                               | 製作総指揮 | N/A                                                                    |
| TBA  | The Hider                                                                                    | TBA                                               | |                                                                        |

### テレビ
| 年        | 題名 | 役名                                     | 備考 | 吹替               |
| --------- | --- | ---------------------------------------- | --- | ------------------ |
| 1985-1986 | サタデー・ナイト・ライブ Saturday Night Live                                                            | 様々なキャラクター                       | 計16話出演 | N/A                |
| 1995      | Mr. Willowby's Christmas Tree                                                                           | Mr. Willowby                             | 12月5日放送 | N/A                |
| 2000-2002 | アリー my Love Ally McBeal                                                                              | ラリー・ポール                           | 計21話出演 ゴールデングローブ賞 助演男優賞（ミニシリーズ/テレビ映画部門）受賞 全米映画俳優組合賞 主演男優賞（コメディ部門）受賞 エミー賞 助演男優賞（コメディ部門） ノミネート | 郷田ほづみ         |
| 2005      | ファミリー・ガイ Family Guy                                                                             | パトリック・ピーターシュミット           | 声の出演 第4シーズン第17話「The Fat Guy Strangler」 |                    |
| 2019      | ザ・シェフ・ショー 〜だから料理は楽しい!〜 The Chef Show                                                | 本人                                     | Netflixオリジナル作品 「アベンジャーズとアトランタ」 | 藤原啓治           |
| 2019      | The Age of A.I.                                                                                         | 本人（ホスト）                           | 計8話出演 | N/A                |
| 2020-2023 | ペリー・メイスン Perry Mason                                                                            | N/A                                      | 製作総指揮 | N/A                |
| 2020      | デヴィッド・レターマン: 今日のゲストは大スター My Next Guest Needs No Introduction with David Letterman | 本人                                     | Netflixオリジナル作品 計1話出演 | （吹き替え版なし） |
| 2021-     | スイート・トゥース: 鹿の角を持つ少年 Sweet Tooth                                                        | N/A                                      | 製作総指揮 | N/A                |
| 2023      | ロバート・ダウニー・Jr.の名車改造 Downey's Dream Cars                                                   | 本人（ホスト）                           | 製作総指揮 計6話出演 | 森川智之           |
| 2024      | シンパサイザー The Sympathizer                                                                          | クロード、ハマー教授、映画監督、国会議員 | 兼製作総指揮 計7話出演 | （吹き替え版なし） |

## ディスコグラフィ

### ソロ・アルバム
- 『ザ・フューチャリスト』 - The Futurist (2004年)

### 参加アルバム
- 『アリー・myラブ〜ベリー・アリー・クリスマス〜オリジナル・サウンドトラック』 - Ally McBeal - A Very Ally Christmas (2000年) ※2曲で参加
- 『アリー・myラブ〜フォー・ワンス・イン・マイ・ライフ〜オリジナル・サウンドトラック』 - Ally McBeal (For Once In My Life) (2001年) ※3曲で参加

### ザ・フューチャリスト
| #   | タイトル                                                                                  | 作詞・作曲                                                                                   | 時間 |
| --- | ----------------------------------------------------------------------------------------- | -------------------------------------------------------------------------------------------- | ---- |
| 1.  | 「マン・ライク・ミー - "Man Like Me"」                                                    | ロバート・ダウニーJr.、Jenny Harding-Morris                                                  | 2:56 |
| 2.  | 「ブロークン - Broken"」                                                                  | ロバート・ダウニーJr.、マーク・ハドソン                                                      | 5:12 |
| 3.  | 「キンバリー・グライド - "Kimberly Glide"」                                               | ロバート・ダウニーJr.                                                                        | 4:53 |
| 4.  | 「ザ・フューチャリスト - "The Futurist"」                                                 | ロバート・ダウニーJr.、マーク・ハドソン                                                      | 5:00 |
| 5.  | 「リトル・クラウンズ - "Little Clownz"」                                                  | ロバート・ダウニーJr.                                                                        | 3:47 |
| 6.  | 「5:30 - "5:30"」                                                                         | ロバート・ダウニーJr.                                                                        | 4:11 |
| 7.  | 「ユア・ムーヴ〜ギヴ・ピース・ア・チャンス - "Your Move" / "Give Peace A Chance" Medley」 | ジョン・アンダーソン / レノン＝マッカートニー                                                | 4:11 |
| 8.  | 「ディテールズ - "Details"」                                                              | ロバート・ダウニーJr.                                                                        | 3:59 |
| 9.  | 「ハンナ - "Hannah"」                                                                     | ロバート・ダウニーJr.                                                                        | 4:50 |
| 10. | 「スマイル - "Smile"」                                                                    | チャールズ・チャップリン、ジオフリー・パーソンズ、ジョン・ターナー、ジェームズ・フィリップス | 3:48 |

## 日本語吹き替え
主に担当しているのは、以下の二人である。
藤原啓治
『ジョニー・ビー・グッド』（テレビ東京版）で初担当。当初ロバートの吹き替えは後述する郷田ほづみをはじめ作品ごとに異なる声優が務めていたが、『アイアンマン』（劇場公開版）のトニー・スターク役を担当してからは、ほとんどの作品を担当しており、ロバートの専属（フィックス）として知られていた。
藤原はロバートが細かい表現をする表情の魅力などを意識して吹き替えをしていたと明かしており、何度も演じたことから、芝居の質や傾向、持ち味が理解出来たといい、生前はロバートの吹き替えについて「昔から好きな俳優の一人だったので、声を当てる機会が多いのは嬉しい」と喜びを語っていた。ロバートの芝居については「軽い部分があって、どこか真剣味に欠けていて、皮肉っぽくて、ひねった表現が多いと感じていました」と分析しており、上述の通り『アイアンマン』でブレイクする前にも『ジョニー・ビー・グッド』で既に担当歴があったが、「その時の印象とほとんど変わっていないですね」とも語っていた。
『アベンジャーズ/エンドゲーム』公開後、同作までは何としてもトニー・スタークを吹き替える事を目標としていたため、観終わった後は「感慨深いものがありました」と語っていた（詳細は藤原のページを参照）。
2020年に死去しており、同年公開の『ドクター・ドリトル』が遺作となった。
郷田ほづみ
かつての担当声優であり、『アリー my Love』（第4シーズン、計21話出演）のラリー・ポール役で初担当。以降、上記の藤原が専属になるまでのキャリア中期の作品を担当していた。
自身のSNSでは『アイアンマン』のトニー・スターク役を演じられなかったことが心残りであったと述べている。
このほかにも、桐本拓哉、平田広明、森川智之、池田秀一、大塚芳忠、山寺宏一、牛山茂、井上倫宏、堀内賢雄、宮本充なども複数回、声を当てている。